# Leszek Miller
Leszek Cezary Miller (n. 3 de julho de 1946) é um político polonês. Foi primeiro-ministro de seu país, de 19 de outubro de 2001 até 5 de agosto de 2004.

## Biografia
Leszek Miller vem de uma família pobre: seu pai era alfaiate e sua mãe costureira. Nasceu em Żyrardów, no centro da Polônia. Em 1969 uniu-se ao Partido Comunista Polonês (PZPR). Até 1970, trabalhou como eletricista numa fábrica têxtil em Żyrardów. Em 1977 se formou em ciências políticas. Foi membro do PZPR entre 1969 e 1989. Entre 1977 e 1982 trabalhou no Comitê Regional do PZPR em Skierniewice. Após 1988 foi secretário do PZPR, e após 1989 membro do politburo do PZPR.
Após a dissolução do Partido Comunista polonês, entre 1989 e 1993 Miller foi secretário geral do Partido Social-Democrata da Polônia. Foi membro do Sejm (parlamento) a partir de 1991. Ministro do Trabalho sob o governo de Waldemar Pawlak, ministro de Assuntos Interiores durante os mandatos de Józef Oleksy e Włodzimierz Cimoszewicz. Presidente do partido Aliança da Esquerda Democrática (Sojusz Lewicy Demokratycznej) entre dezembro de 1999 e agosto de 2004. Tornou-se primeiro-ministro da Polônia em setembro de 2001. Em 26 de março de 2004, anunciou sua demissão, que ocorreu a 5 de agosto, após a adesão da Polônia à União Europeia.
Seu governo tornou-se impopular devido aos altos índices de desemprego, escândalos de corrupção e o apoio de Miller ao presidente estadounidense George W. Bush, sobretudo na guerra contra o Iraque em 2003. Em 13 de julho de 2004, o ex-ministro de Tesouro Wiesław Kaczmarek acusou-o de utilizar serviços de espionagem por motivos políticos. Uma pesquisa de julho de 2004 mostrou que 92% dos poloneses tinham uma opinião desfavorável ao governo de Miller.
Seu governo enviou tropas polacas à invasão e ocupação do Iraque. Também completou as negociações para a adesão da Polônia à União Europeia.
Ele também foi membro da Sejm 1991-1993, Sejm 1993-1997, Sejm 1997-2001, Sejm 2001-2005, and Sejm 2011-2015.